# Streichquintett
Ein Streichquintett ist ein Kammermusikensemble aus fünf Streichinstrumenten. Die Besetzung besteht meist aus zwei Violinen, zwei Bratschen und einem Violoncello oder seltener aus zwei Violinen, einer Bratsche und zwei Celli (zum Beispiel bei Luigi Boccherini). Ungewöhnlich sind Streichquintette mit einem Kontrabass.
Wichtige Kompositionen für die Besetzung mit zwei Bratschen verfasste Mozart, der die meisten seiner Quartett-Zyklen mit einem Quintett abschloss. Bekannte Streichquintette mit derselben Besetzung stammen von  Ludwig van Beethoven, Louis Spohr, Felix Mendelssohn Bartholdy, Anton Bruckner, Johannes Brahms und Antonín Dvořák (von diesem auch ein Werk mit Kontrabass).
Das wohl bekannteste Streichquintett ist das Streichquintett C-dur D 956 (op. posth. 163) von Franz Schubert in der Besetzung für zwei Violinen, Viola und zwei Violoncelli.